# Euphorbia persistentifolia
Euphorbia persistentifolia L.C.Leach es una especie fanerógama perteneciente a la familia de las euforbiáceas. Es endémica de Zambia y Zimbabue.

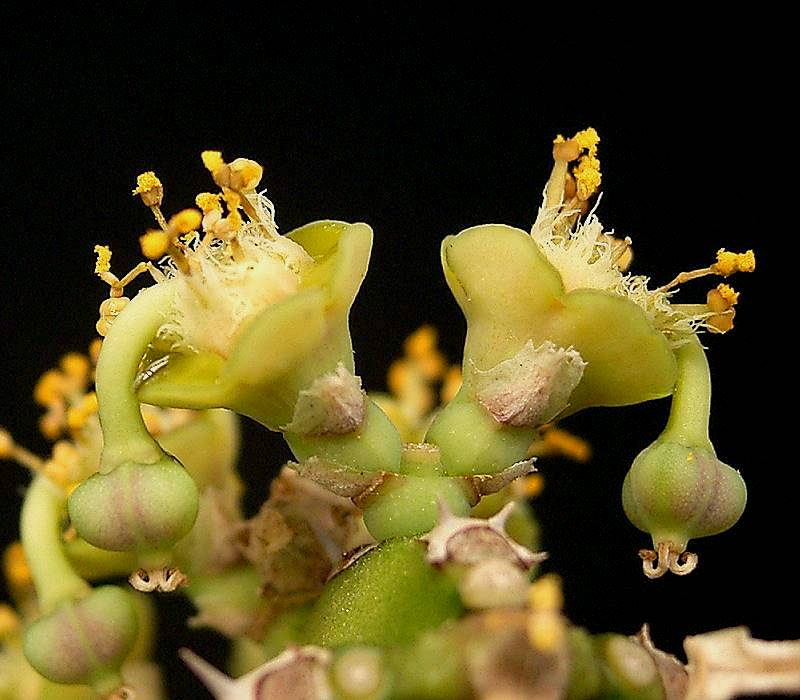
Ciato

## Descripción
Es un arbusto espinoso suculenta o un árbol, generalmente un arbusto de ± 2 m de altura con un tallo grueso, y ramas verticiladas ascendentes erectas, a veces un arbusto alto, ramificado y con las ramas extendidas, o más raramente un árbol  ± 3, 5 m de altura.

## Ecología
Se encuentra en las laderas rocosaa, colinaa de piedra arenisca, en las riberas de los ríos; a una altitud de 690-1170 metros.

## Taxonomía
Euphorbia persistentifolia fue descrita por Leslie Charles Leach y publicado en Journal of South African Botany 31: 251. 1965.
Etimología
Euphorbia: nombre genérico que deriva del médico griego del rey Juba II de Mauritania (52 a 50 a. C. - 23), Euphorbus, en su honor – o en alusión a su gran vientre –  ya que usaba médicamente Euphorbia resinifera. En 1753 Carlos Linneo asignó el nombre a todo el género.
persistentifolia: epíteto latino que significa "con hojas persistentes"